# Cementerio histórico de Weimar

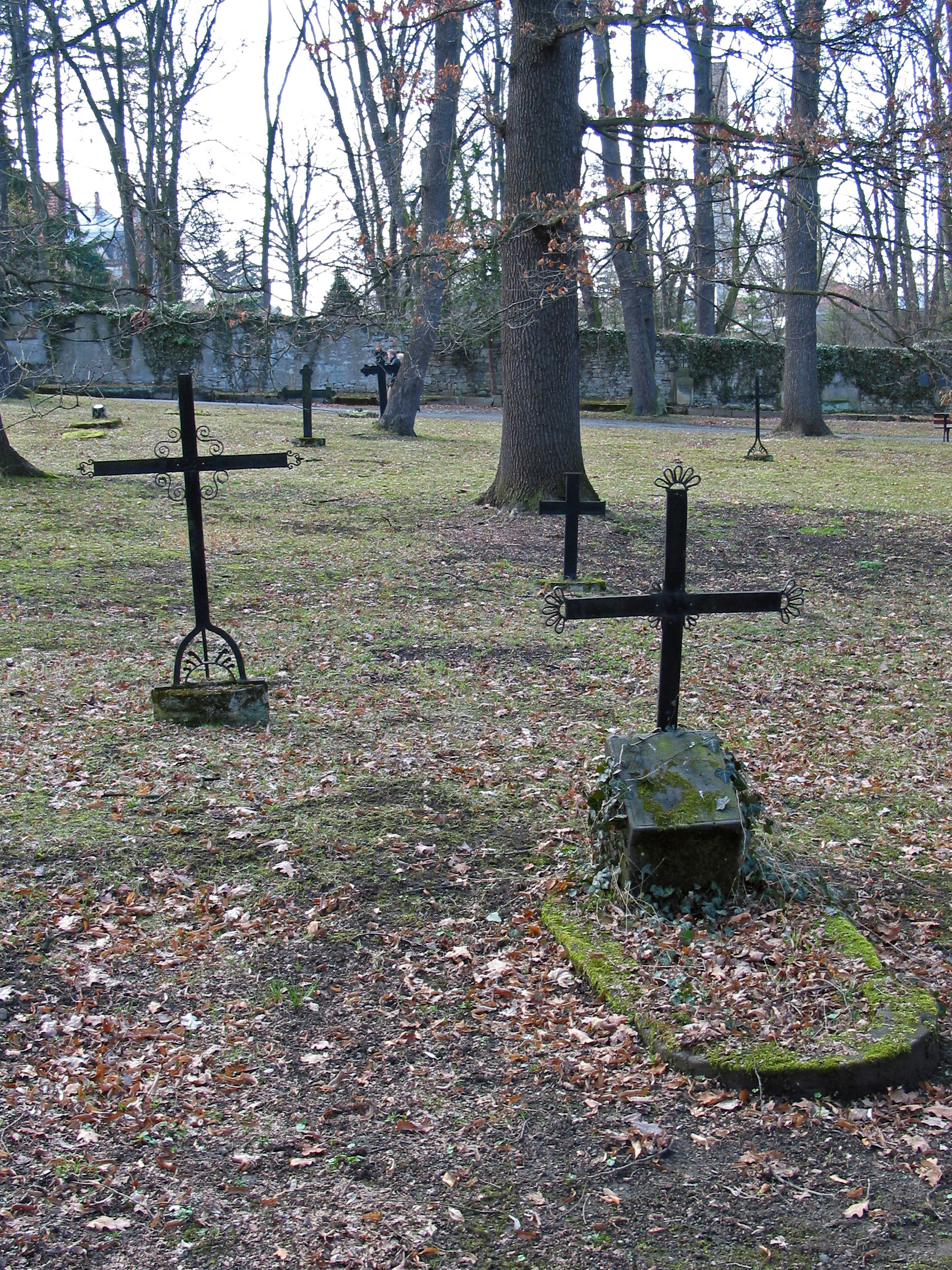
Tumbas al lado oeste del cementerio histórico

El cementerio histórico de Weimar es uno de los camposantos más visitados de Alemania. Aquí se pueden encontrar las tumbas de numerosos y reconocidos personajes. Data de 1818 y se trata de un cementerio abierto en una zona ajardinada con antiguas arboladas y que se sitúa en la colina al sudeste de la ciudad, cerca del parque Poseckschen Garten. El punto de interés turístico más destacable es la cripta de la dinastía ducal de Weimar (en alemán Weimarer Fürstengruft), en la que están enterrados Johann Wolfgang von Goethe y Friedrich Schiller.

Logotipo en alemán del sello patrimonio mundial de la UNESCO

La fundación cultural alemana Klassik Stiftung Weimar agrupó el cementerio histórico de Weimar y la cripta en el conjunto Klassisches Weimar (la Weimar clásica). Más tarde, en 1998, la UNESCO lo declaró  Patrimonio Cultural de la Humanidad.

## Historia

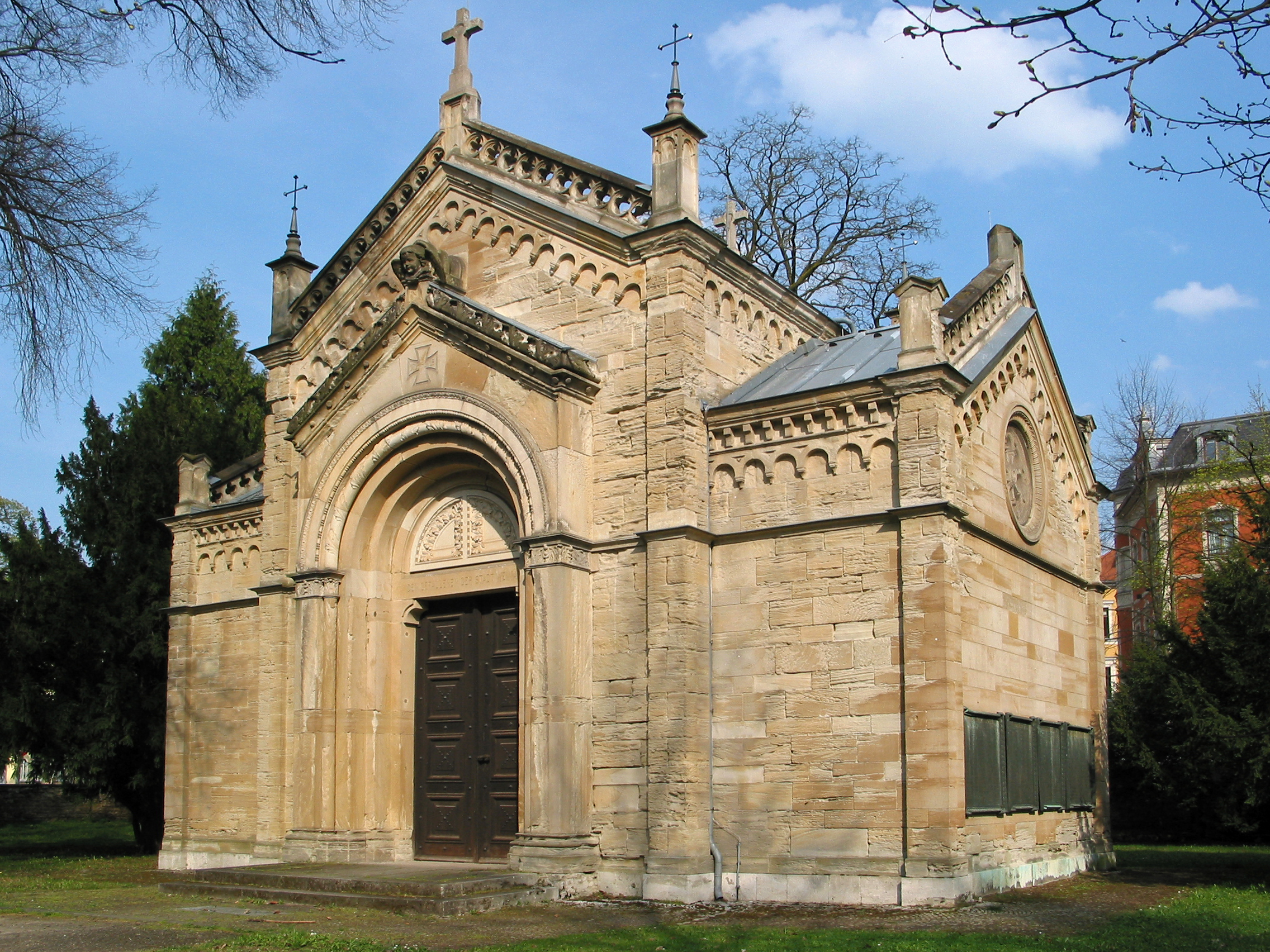
Monumento a la memoria de los caídos de la ciudad de Weimar en la Primera Guerra Mundial.

Como ya no había espacio en Jakobskirchhof, el antiguo cementerio de Weimar situado alrededor de la iglesia conocida como Jakobskirche, se decidió construir «el nuevo cementerio de la puerta de los aguadores» entre 1814 y 1818. Este nuevo camposanto se emplazaría en Poseckschen Garten, en la parte sudoeste de la ciudad. La inauguración tuvo lugar el 20 de marzo de 1818. Más tarde, en 1862 y tras una gran ampliación por el sur y el oeste, se convirtió en el cementerio principal de Weimar. La parte ajardinada y más antigua, que está situada al norte, se conoce desde entonces y hasta nuestros días como el «cementerio histórico». Para conservar su aspecto, ya no se realizan entierros al norte de la cripta ducal.

## Arquitectura y zonas ajardinadas
Justo a la izquierda de la entrada principal por Poseckschen Garten, se encuentra un edificio neorrománico de piedra que fue construido en 1878/79 como monumento funerario. Sin embargo, en 1921, pasó a ser monumento a la memoria de los caídos de la ciudad de Wiemar en la Primera Guerra Mundial (1914-1918).
Desde la entrada principal sale el eje central, acompañado por tilos, en dirección sur y ligeramente en cuesta, que conduce hasta la cripta ducal y la capilla ruso-ortodoxa. Ambos edificios, situados sobre una colina, conforman el centro de todo el cementerio.
La cripta ducal sirvió exclusivamente como tumba para la gran casa ducal de Sajonia-Weimar-Eisenach, siendo las excepciones los grandes poetas Johann Wolfgang von Goethe y Friedrich Schiller, que fueron enterrados con la familia ducal a petición del gran duque Carlos Augusto, quien a su parecer, ambos poetas merecían estar con le Gran Duque incluso en la muerte.

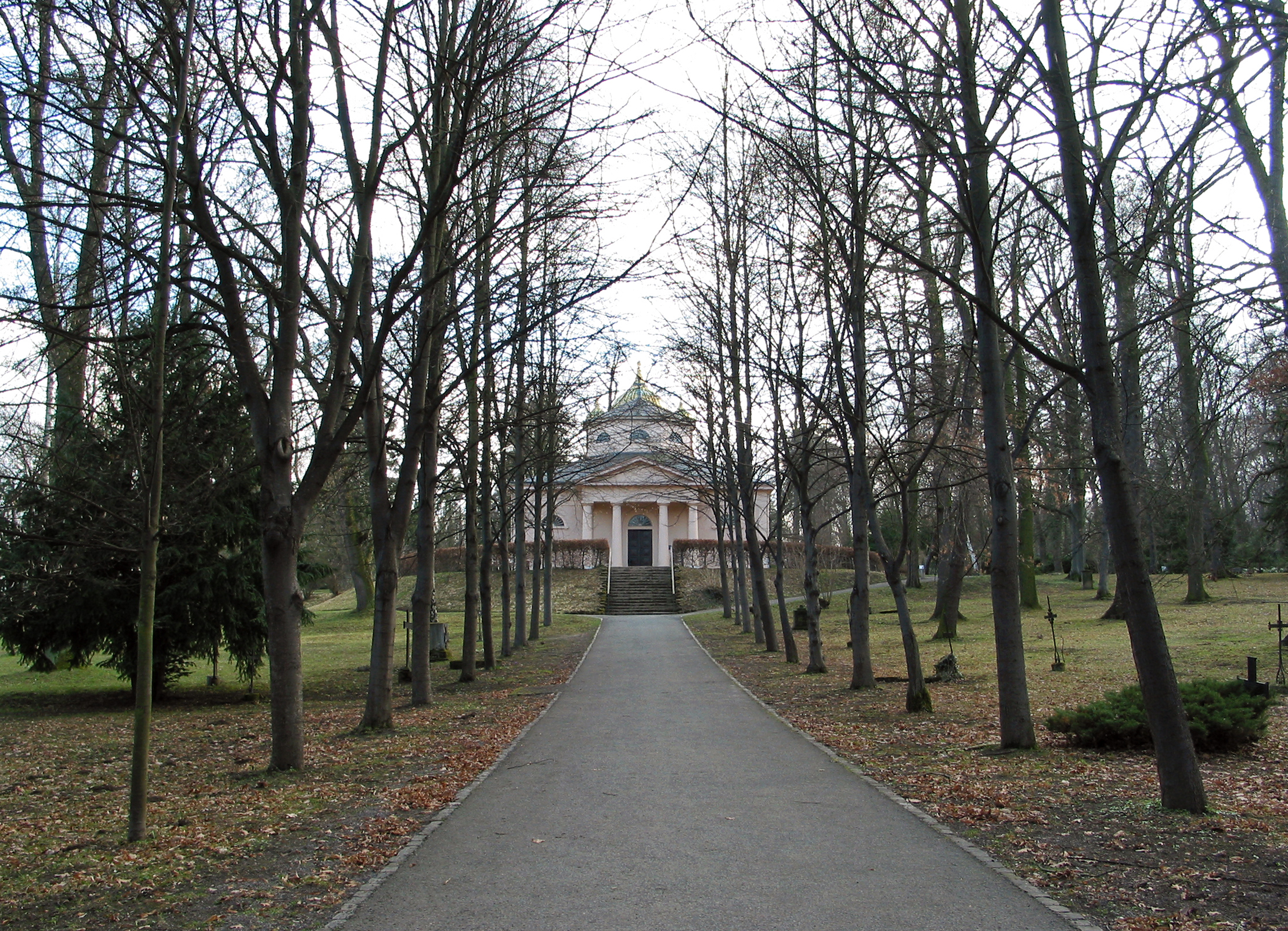
Eje central acompañado de tilos que va directo a la cripta ducal en el centro del área.

Detrás de la cripta ducal se sitúa la capilla ruso-ortodoxa, la cual, por petición de la duquesa María Pávlovna (hija del zar ruso Pablo I de Rusia y reina consorte de Carlos Federico de Sajonia-Weimar-Eisenach), se mandó construir sobre su tumba.
Particularmente a lo largo del muro del cementerio se pueden encontrar otras tumbas y edículos de familias adineradas de Weimar. Así, junto con las plantaciones y las antiguas arboledas de las zonas ajardinadas, se crea un encuadre digno para la cripta ducal.
En el cementerio principal, las fosas comunes recuerdan a las víctimas del campo de concentración de Buchenwald y de los bombardeos de Weimar en la Segunda Guerra Mundial.

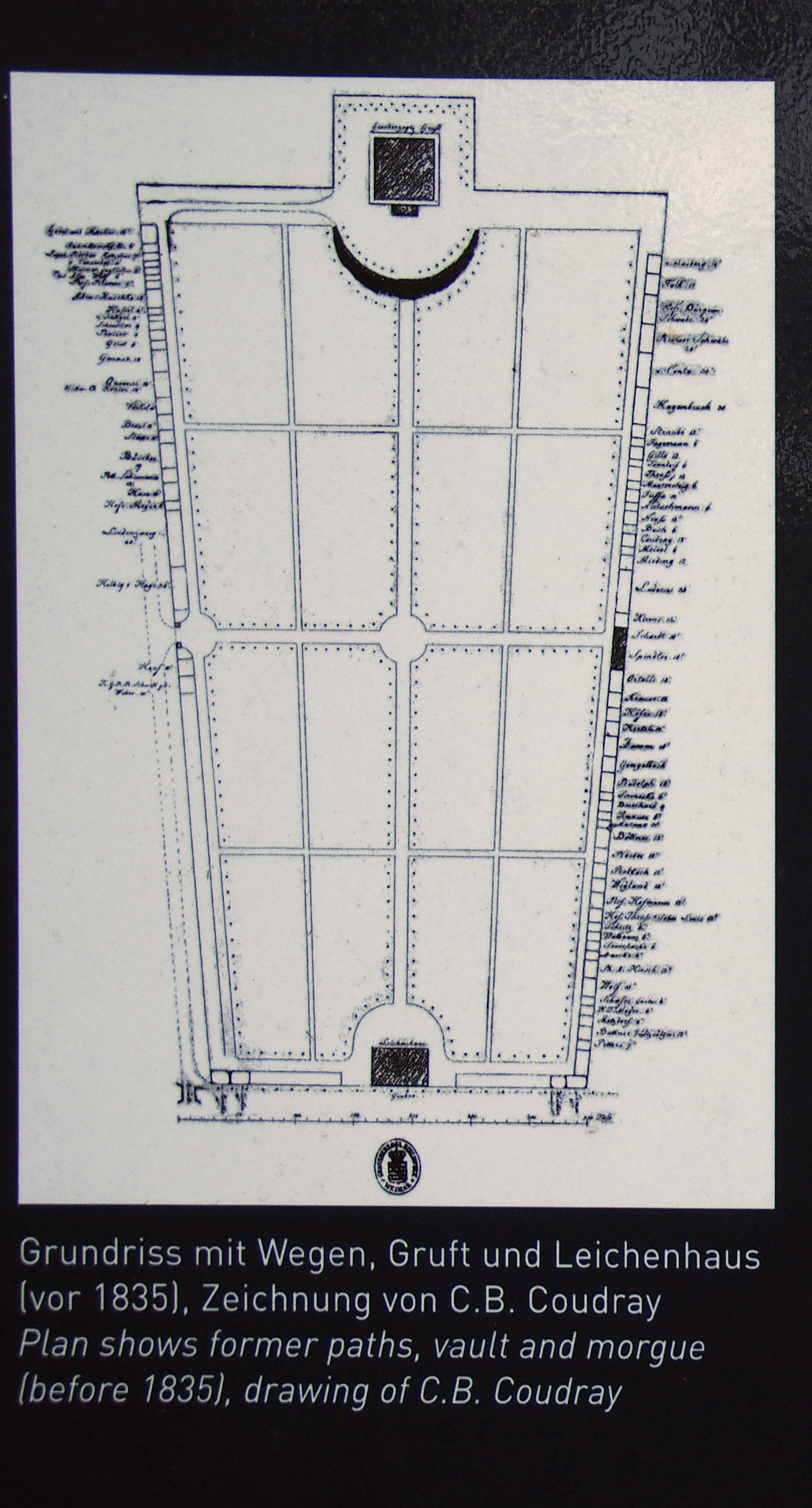
Antes de 1835

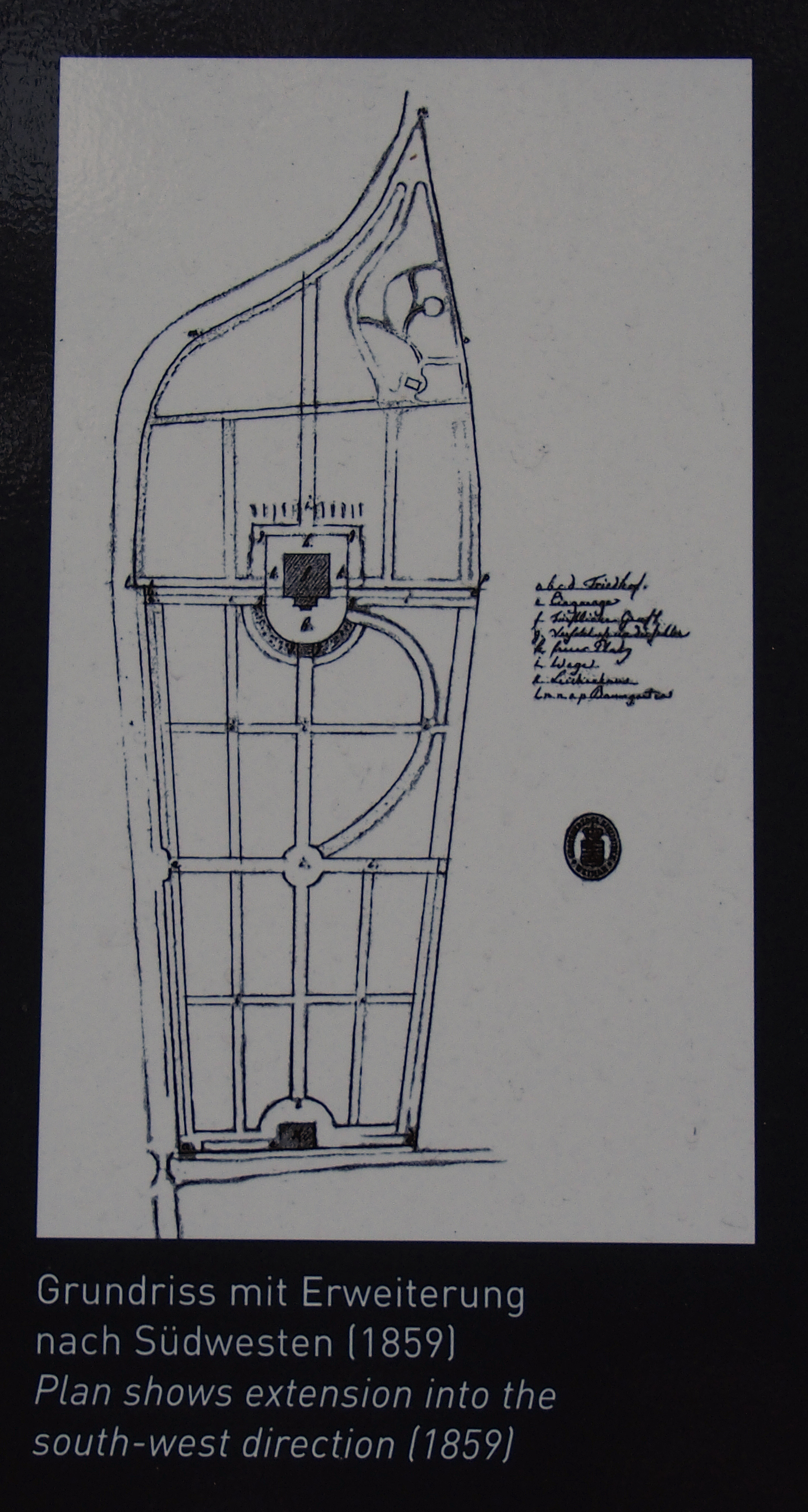
1859 - Ampliación

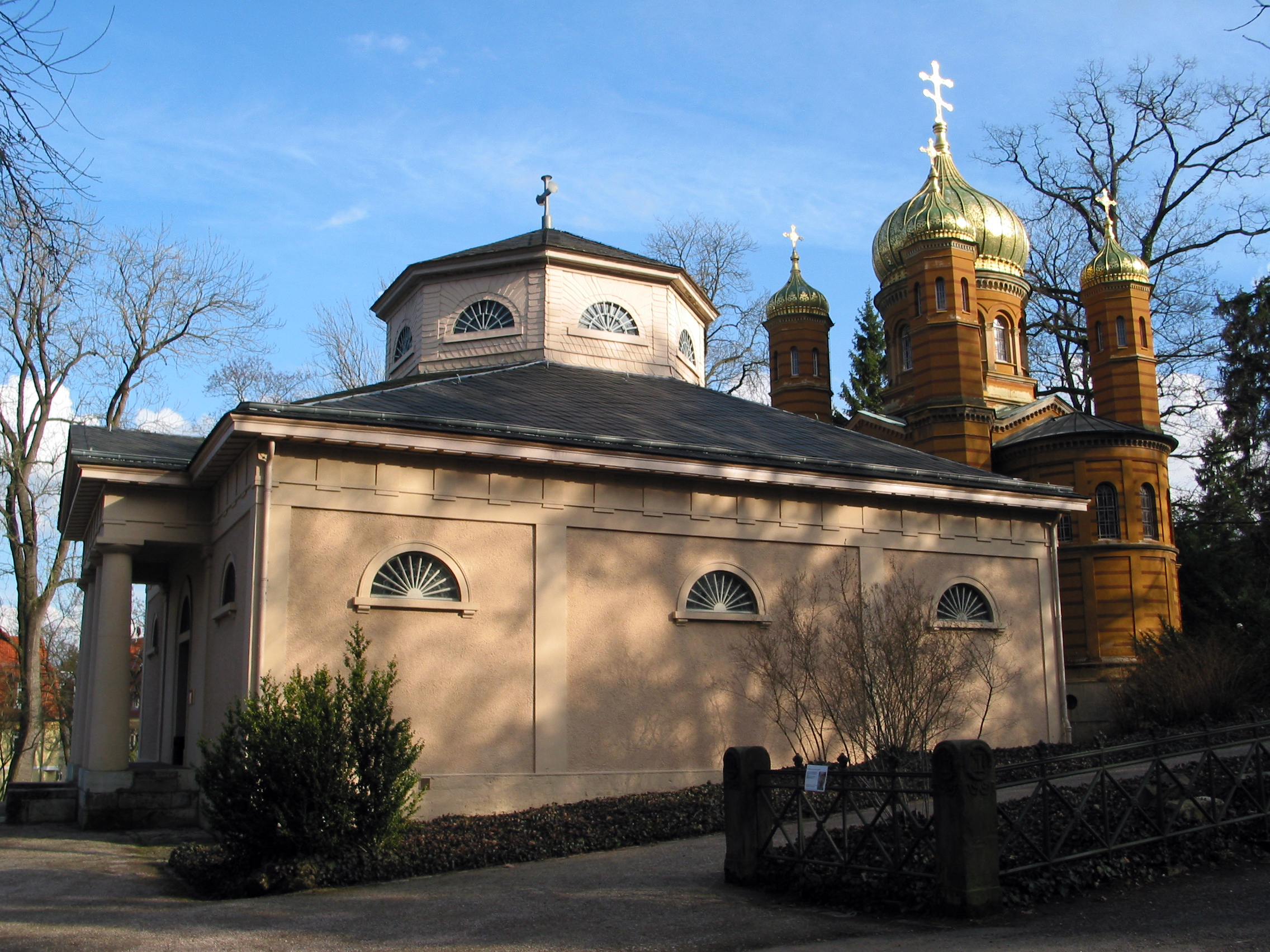
Cripta ducal con parte de la capilla ruso-ortodoxa de fondo.

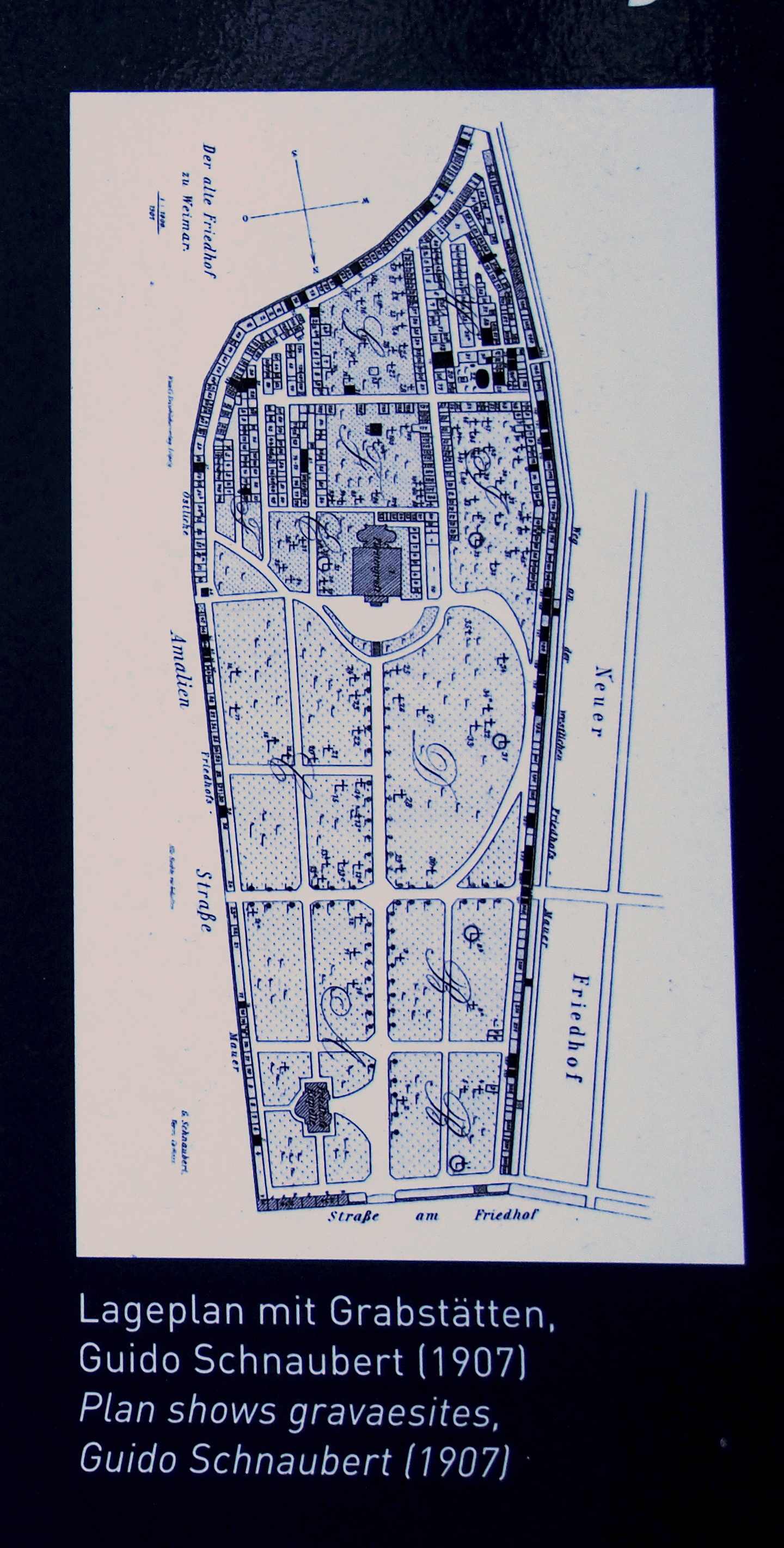
1907

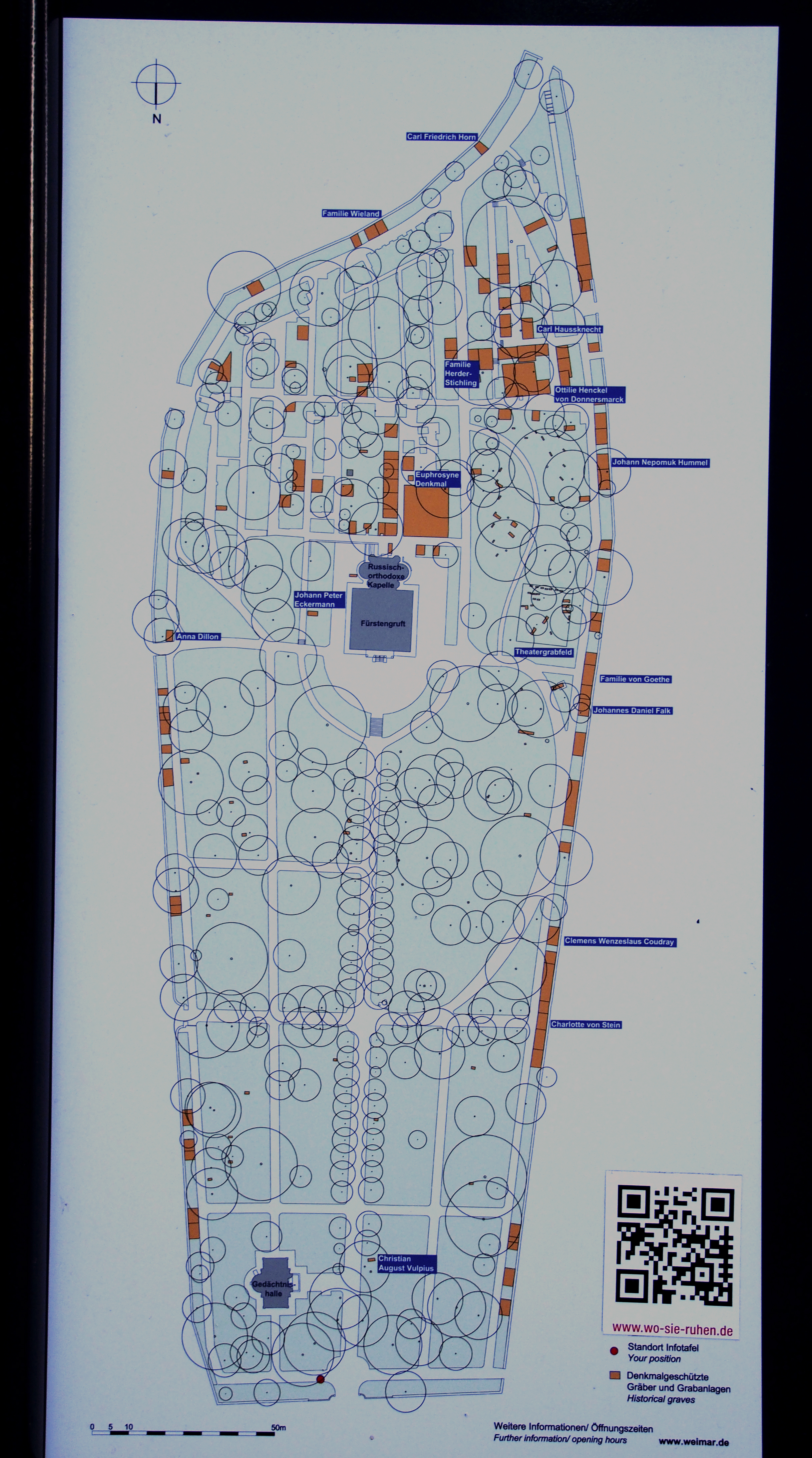
2015

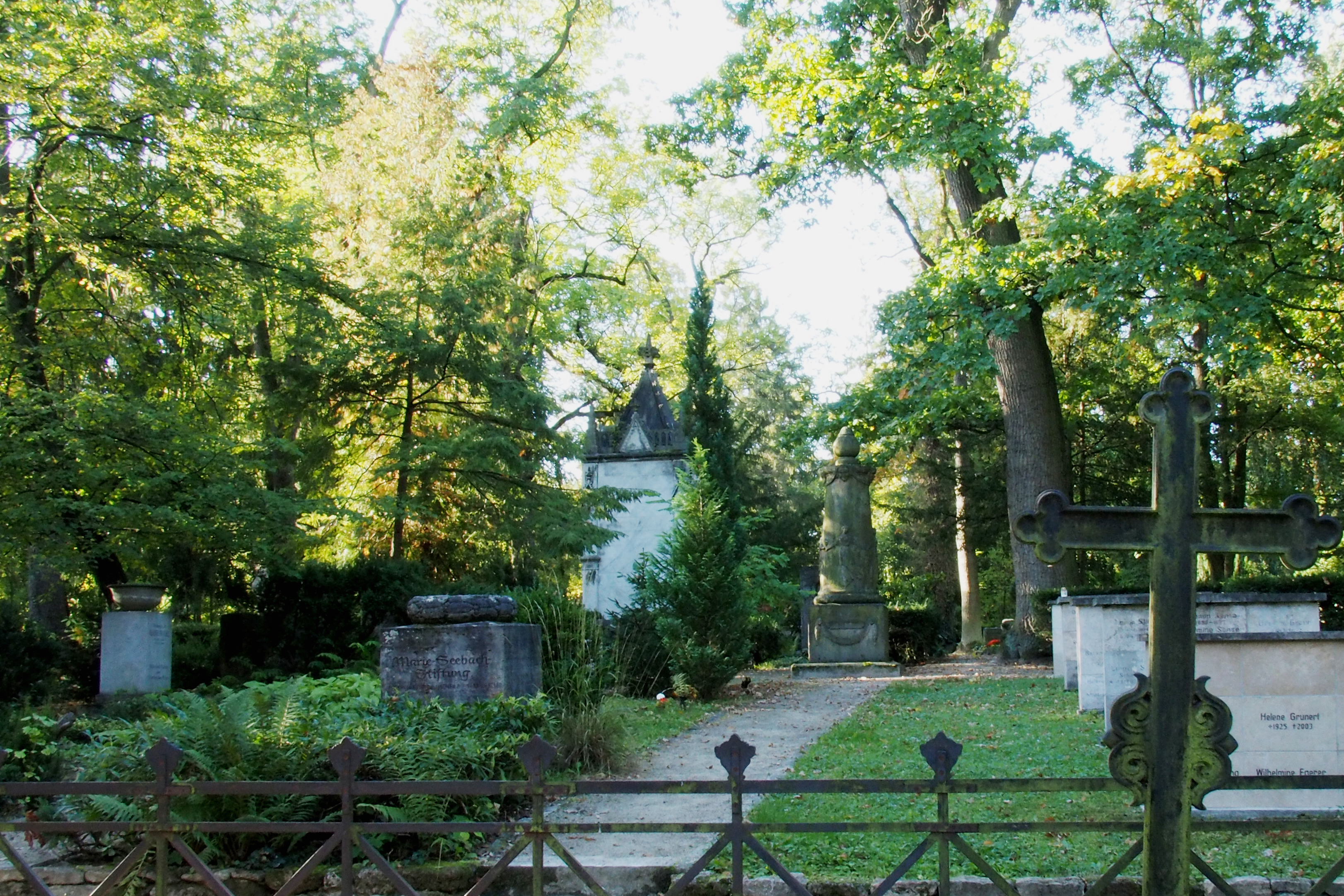
El monumento a Eufrósine en el cementerio histórico.

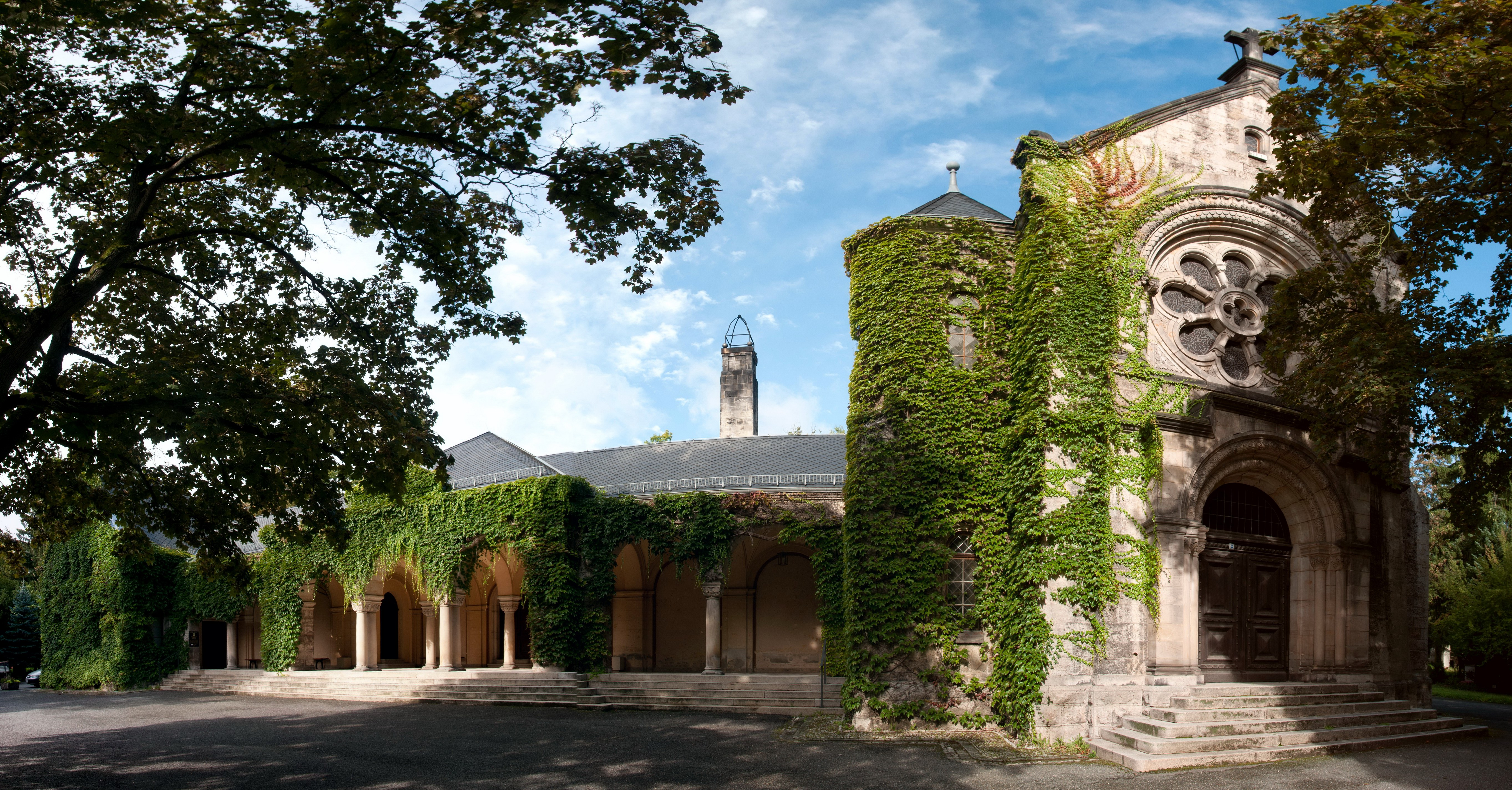
Oficina de atención al público.

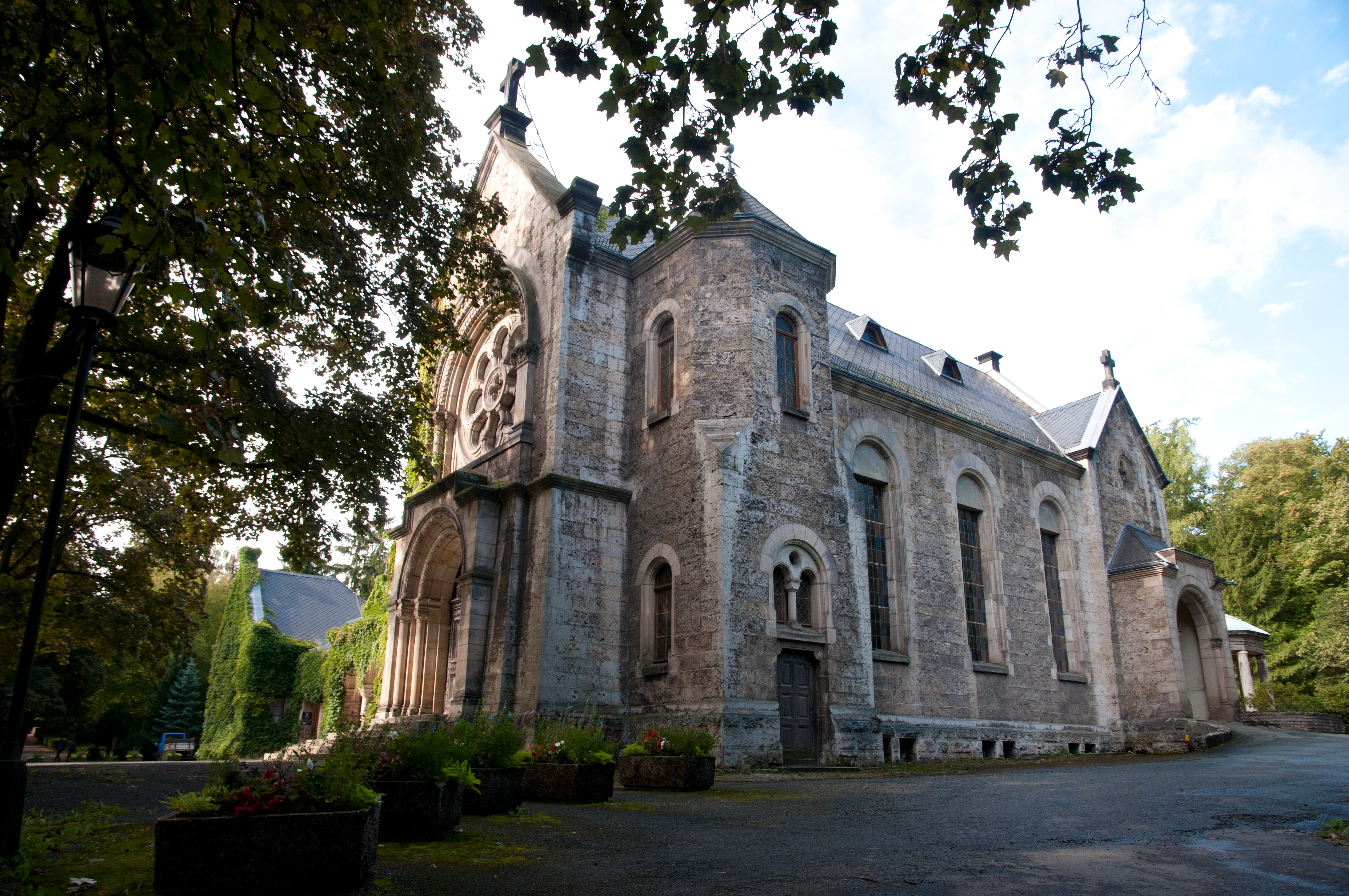
Capilla ardiente

Planos generales

## Monumentos

### Euphrosyne-Denkmal

Cementerio (panorámica)

Detrás de la capilla ruso-ortodoxa, en dirección sur, se encuentra, en medio del campo sepulcral del antiguo hogar para actores pobres Marie-Seebach, el Euphrosyne-Denkmal (el monumento a Eufrósine). Este último fue erigido en 1797 en memoria de la actriz Christiane Becker-Neumann, fallecida a los 18 años. Sin embargo, Christiene Becker-Neumann fue enterrada en el cementerio de Jackobsfriedhof. Goethe sugirió que el monumento, decorado con máscaras, ninfas  bailando y los signos del zodiaco fuera construido por el escultor de Gotha Friedrich Wilhelm Döll, basándose en un boceto de Johann Heinrich Meyer. La última vez que Goethe vio actuar a Christiene Becker-Neumann fue como Eufrósine en la ópera Das Petermännchen de Joseph Weigl y, en recuerdo al fallecimiento de la actriz, escribió en 1797 la elegía homónima «Eufrósine». A partir del año 1800, el monumento se situó frente al castillo, pero no fue hasta 1945 cuando se erigió en el cementerio histórico.

### Denkmal der Märzgefallenen

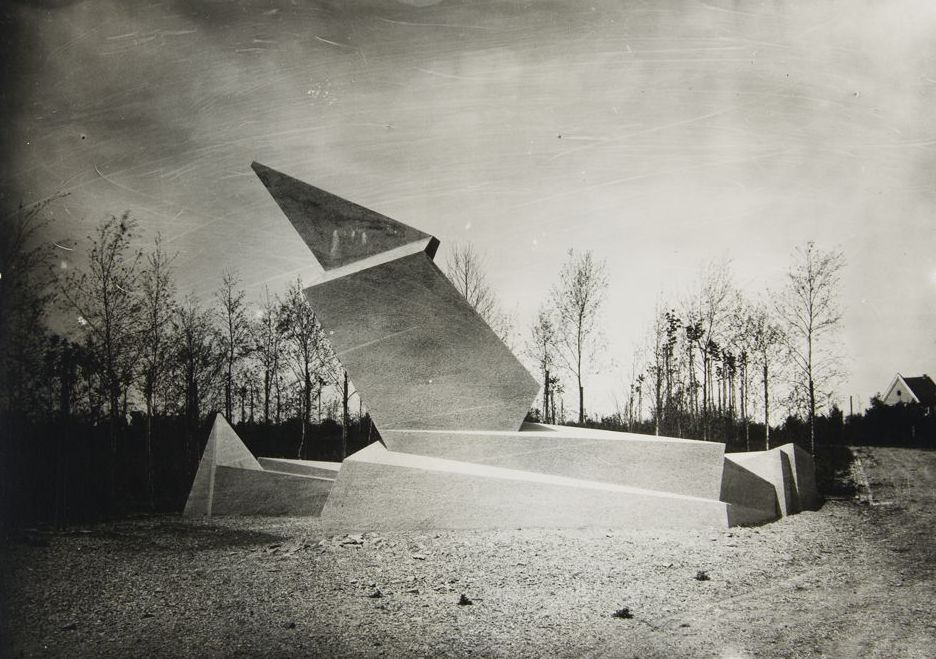
«Monumento a los caídos de marzo» de Walter Gropius (1922)

En el cementerio histórico de Weimar también se encuentra el monumento a los caídos de marzo (Denkmal der Märzgefallenen en alemán). Dicho monumento se erigió a petición de las comisiones sindicales en recuerdo de las personas que dieron su vida en el derrocamiento de los radicales de derechas que, en 1920, llevaron a cabo el golpe de Estado de Kapp. Fue el director de aquel entonces de la Bauhaus, Walter Gropius, quien lo creó. Durante la huelga general del 15 de marzo de ese año, los trabajadores weimareses convocaron una manifestación delante de la Casa del Pueblo, donde fueron disparados por soldados de las fuerzas armadas del Reich favorables al golpe de Estado de Kapp, matando a Anna Braun, Walter Hoffmann, Franz Pawelski, Paul Schander, Adolf Schelle, Karl Schorn, Karl Merkel, Ernst Müller y Kurt Krassan. Delante de la Casa del Pueblo se puede encontrar una placa conmemorativa para estas víctimas.
En un principio, siete de las víctimas fueron enterradas en la parte norte del cementerio y, un año después, las trasladaron allí donde estaba el monumento. 
Se trata de un monumento expresionista hecho de hormigón cuya forma abstracta simboliza, según su creador, «rayos que salen de la tumba como símbolo de los espíritus vivos». Es de ahí de donde proviene el sobrenombre del monumento Gropiusblitz. Se inauguró el 1 de mayo de 1922 y es a lado de esta escultura de los «rayos congelados» donde se encuentran las losas sepulcrales de las víctimas. Pero el recuerdo de los «caídos rojos de marzo» no convenció al nacionalsocialismo y la modernidad del monumento hizo que se declara como «arte degenerado» y, en febrero de 1936, fuera destruido. El rayo se voló con dinamita y se levantó una fuente con columnas frente a las tumbas que quedaban. El monumento original fue reconstruido en 1946 con unas ligeras modificación. El primer aniversario de la liberación del campo de concentración de Buchenwald se celebró aquí. Actualmente, delante se pueden ver fotos históricas del monumento original.

## Tumbas de personajes reconocidos
En el cementerio histórico de Weimar se encuentran las tumbas de las siguientes personalidades (ordenados por zona del cementerio y año de fallecimiento):

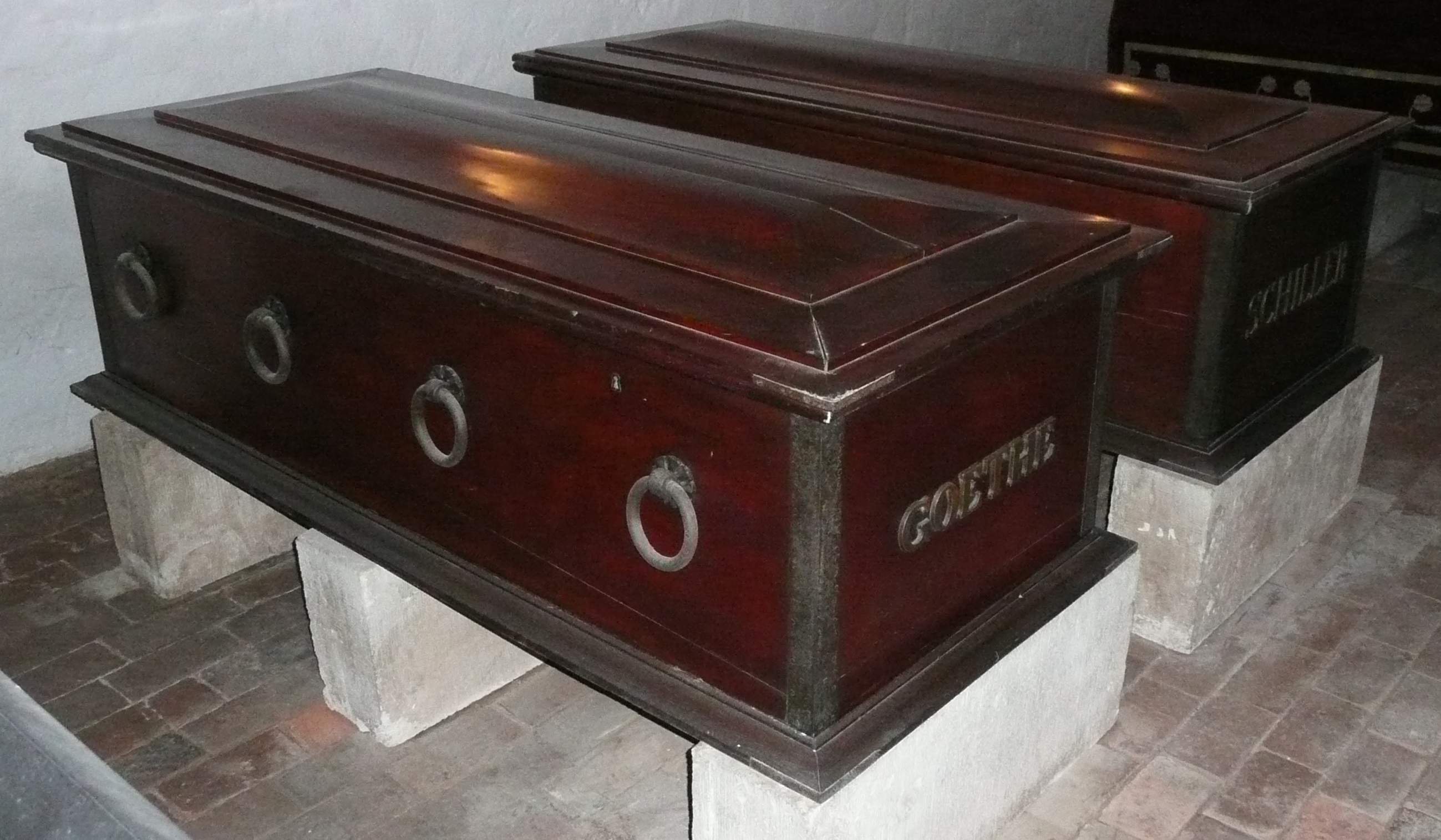
Ataúdes de los poetas Goethe y Schiller en la cripta ducal

### Cripta ducal (selección)
| Nombre                                                                         | Vida      | Ocupación                                                   |
| ------------------------------------------------------------------------------ | --------- | ----------------------------------------------------------- |
| Ana Dorotea de Sajonia-Eisenach                                                | 1657-1704 | Princesa-abadesa del gran convento de Quedlinburg.          |
| Juan Ernesto III                                                               | 1664-1707 | Duque de Sajonia-Weimar                                     |
| Friedich von Schiller (ataúd vacío simbólico. Su verdadera tumba se desconoce) | 1759-1805 | Poeta, filósofo e historiador                               |
| Carlos Augusto de Sajonia-Weimar-Eisenach                                      | 1757-1828 | Gran Duque de Sajonia-Weimar-Eisenach                       |
| Johann Wolfgang von Goethe                                                     | 1749-1832 | Poeta, científico y político                                |
| Carlos Augusto de Sajonia-Weimar-Eisenach                                      | 1844-1894 | Gran Duque de Sajonia-Weimar-Eisenach                       |
| Paulina de Sajonia-Weimar-Eisenach                                             | 1852-1904 | Princesa y Gran Duquesa heredera de Sajonia-Weimar-Eisenach |

### Sepulcros en la capilla ruso-ortodoxa

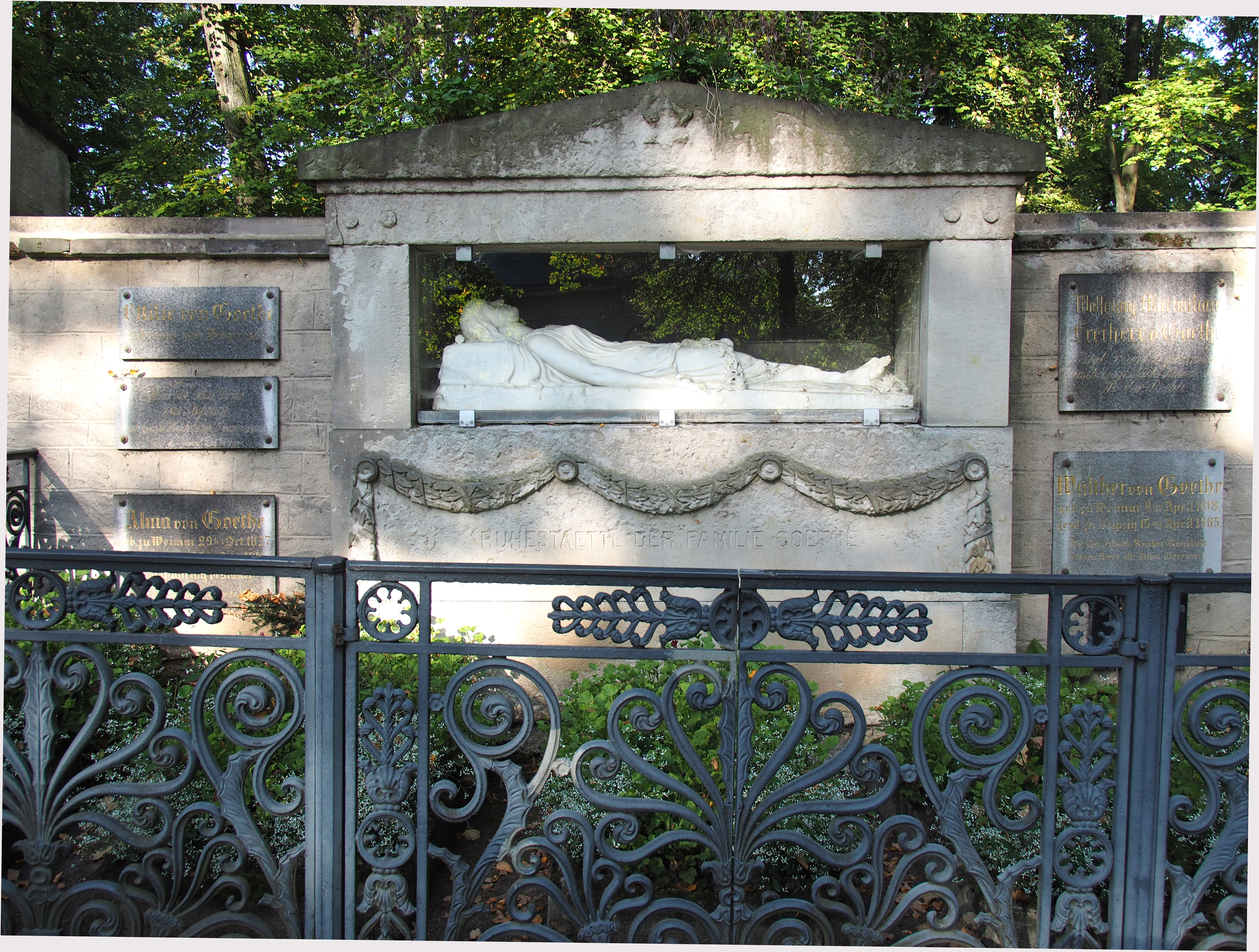
Tumba de la familia Goethe

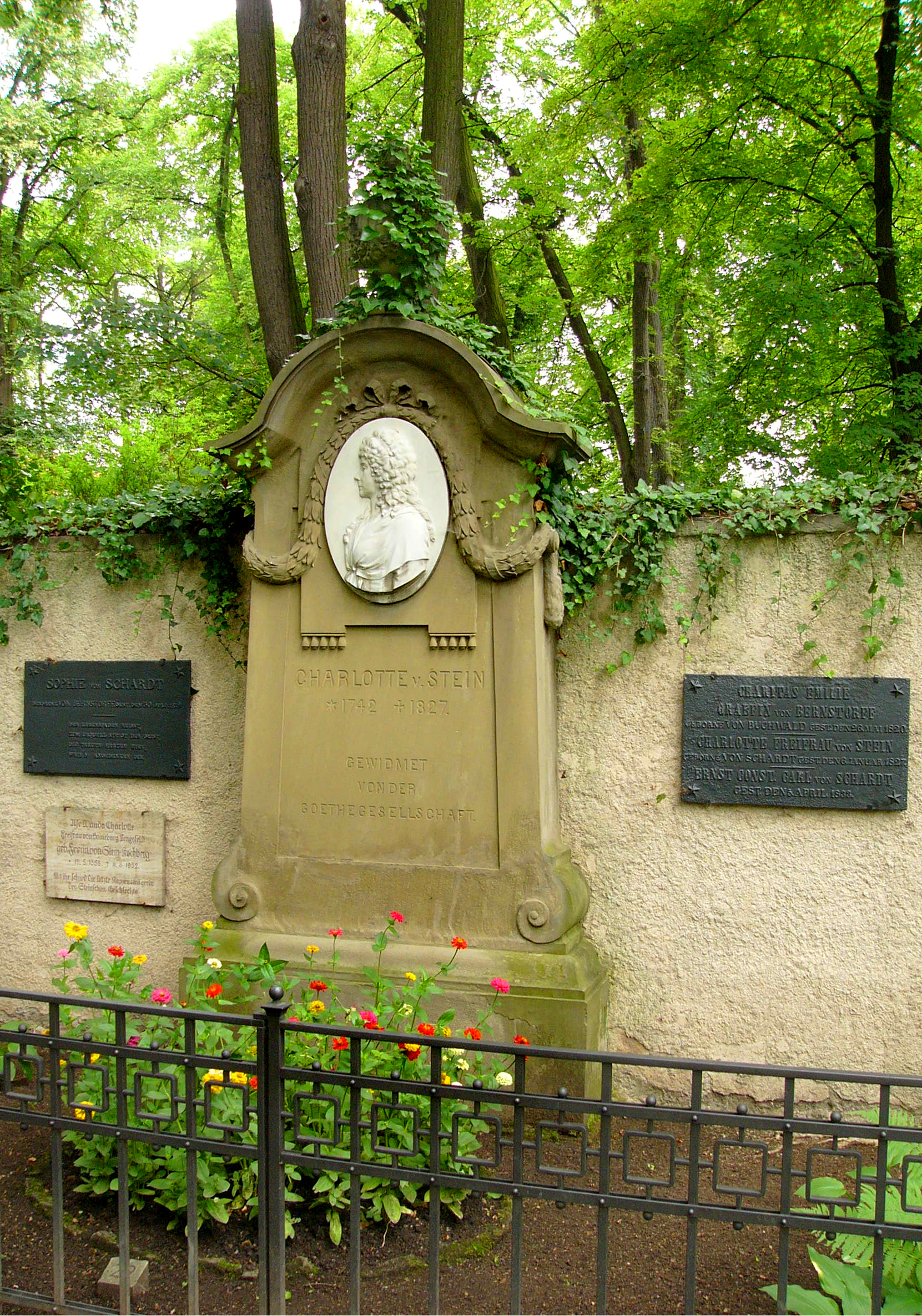
Tumba de Charlotte von Stein. El medallón-retrato fue realizado por Adolf von Donndorf.

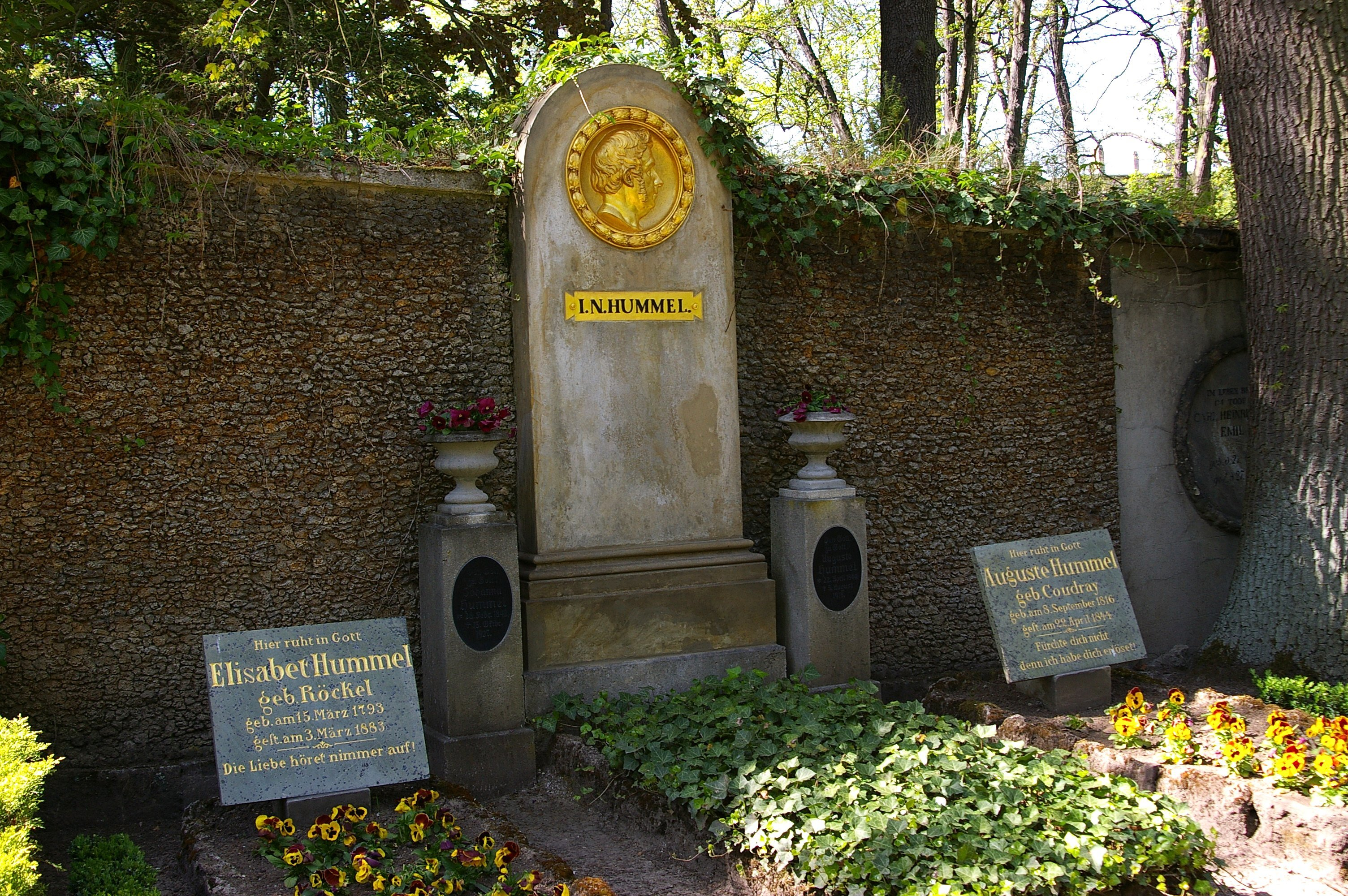
Sepulcro del compositor Johann Nepomuk Hummel

| Nombre                  | Vida      | Ocupación                                                           |
| ----------------------- | --------- | ------------------------------------------------------------------- |
| María Pávlovna Románova | 1786-1859 | Gran duquesa de Sajonia-Weimar-Eisenach e hija del zar ruso Pablo I |

### Tumbas a lo largo del muro oeste
| Nombre                                                | Vida      | Ocupación |
| ----------------------------------------------------- | --------- | --- |
| Franz Kirms                                           | 1750-1826 | Director artístico teatral, experto en flores y consejero de la Cámara de Finanzas                              |
| Johannes Daniel Falk                                  | 1768-1826 | Teólogo, compositor de cánticos eclesiásticos, pedagogo y escritor                                              |
| Johann Nepomuk Hummel                                 | 1778-1837 | Pianista, compositor, alumno de W. A. Mozart, director de orquesta                                              |
| Eleonore Maximiliane Ottilie Henckel von Donnersmarck | 1756-1843 | Oberhofmeisterin (Gran Dama de la Corte) de María Pávlovna y bisabuela de los nietos de Goethe.                 |
| Clemens Wenzeslaus Coudray                            | 1775-1845 | Arquitecto de la corte y arquitecto jefe                                                                        |
| Ludwig Friedrich von Froriep                          | 1779-1847 | Cirujano, oficial médico superior, profesor de universidad y editor                                             |
| Johann Friedrich Röhr                                 | 1777-1848 | Doctor en teología, superintendente general y predicador principal de la corte.                                 |
| Friedrich von Müller                                  | 1779-1849 | Canciller del Gran Ducado de Sajonia-Weimar-Eisenach, amigo íntimo de Goethe                                    |
| Carl Leberecht Schwabe                                | 1778-1851 | Consejero y antiguo alcalde de Weimar                                                                           |
| Louise Seidler                                        | 1786-1866 | Pintora de la corte, confidente de Goethe                                                                       |
| Carl August Schwerdgeburth                            | 1785-1877 | Grabadaor en cobre de la corte, profesor en la Fürstlichen freien Zeichenschule (escuela ducal libre de dibujo) |

### Tumbas a lo largo del muro este
| Nombre                          | Vida      | Ocupación |
| ------------------------------- | --------- | --- |
| Anna Dillon                     | 1760-1823 | Nació en Inglaterra y fue dama de compañía de la gran duquesa María Pávlovna Románova.                                                                    |
| Christine Kotzebue              | 1736-1828 | Madre de August von Kotzebue |
| Wilhelm Ernst Christian Huschke | 1760-1828 | Médico de cámara de los grandes duques Carlos Federico y Carlos Alejandro, consejero privado de la corte y médico de cabecera de Christoph Martin Wieland |
| Pius Alexander Wolff            | 1782-1828 | Actor y escritor |
| Johann Heinrich Meyer           | 1760-1832 | Pintor, escritor de arte, director de la Fürstlichen freien Zeichenschule (escuela ducal libre de dibujo), amigo de Goethe                                |
| Karl Ludwig Oels                | 1771-1833 | Actor |
| Johann Joseph Schmeller         | 1796-1841 | Pintor (considerado como el Hausmaler —decorador de porcelana— de Goethe)                                                                                 |
| Friedrich Wilhelm Riemer        | 1774-1845 | Filólogo, escritor, bibliotecario, consejero privado de la corte y secretario de Goethe                                                                   |
| Franz Carl Adelbert Eberwein    | 1786-1868 | Director de orquesta |
| Angelica Bellonata Facius       | 1806-1887 | Escultora (aprendiz de Christian Daniel Rauch), medallista y talladora de camafeos                                                                        |

### Tumbas alrededor de la cripta ducal

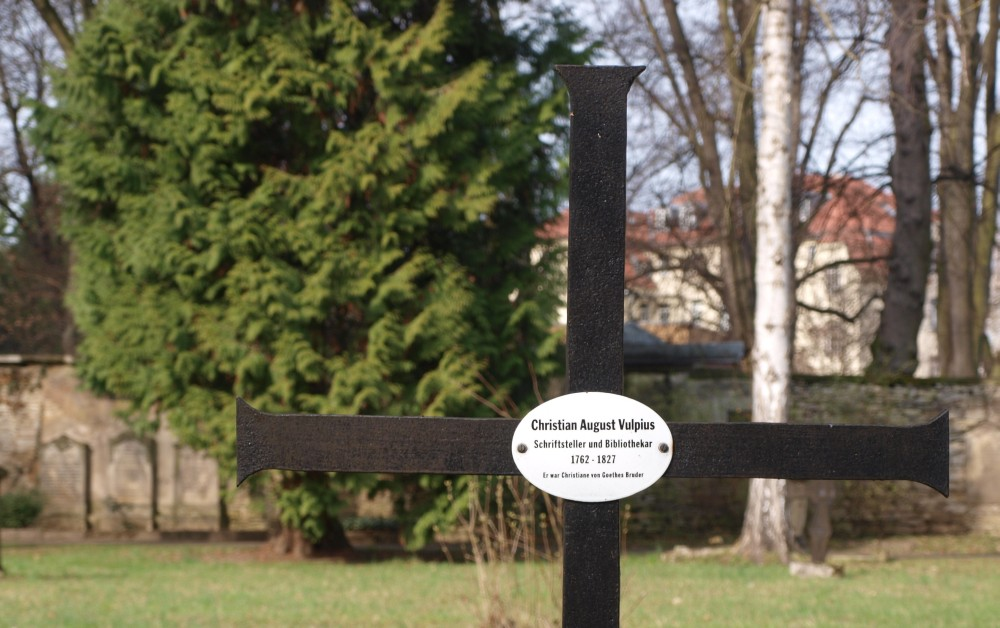
Cruz de la tumba del escritor y bibliotecario Christian August Vulpius (hermano de Christiane von Goethe)

| Nombre                        | Vida      | Ocupación                                                                     |
| ----------------------------- | --------- | ----------------------------------------------------------------------------- |
| Francois-René Le Goullon      | 1757-1839 | Cocinero jefe, chef personal de la duquesa Anna Amalia, hotelero y hostelero. |
| Johann Peter Eckermann        | 1792-1854 | Poeta, profesor, confidente íntimo de Goethe                                  |
| Constanze Condesa de Fritzsch | 1781-1858 | Großherzogliche Oberhofmeisterin (Gran Dama de la Corte)                      |
| Stefan Sabinin                | 1789-1863 | Arcipreste, confesor de Maria Pávlovna                                        |
| Max Hecker                    | 1870-1948 | Filólogo, archivero e historiador de la literatura                            |

### Otras tumbas
- Christian August Vulpius (1762-1827), escritor, bibliotecario, traductor
- Karl Friedrich Anton von Conta (1778-1850), político, amigo de Goethe
- Ernst von Wildenbruch (1845-1909), escritor y diplomático
- Alfred Götze (1865-1948), prehistoriador, científico
- Paul Schultze-Naumburg (1869-1949) arquitecto, teórico del arte, pintor y periodista
- Franz Markau (1881-1968), artista y pintor
- August Momber (1886-1969), actor y director
- Horst Jährling (1922-2013), pintor, arquitecto restaurador, diseñador y grabador de campanas

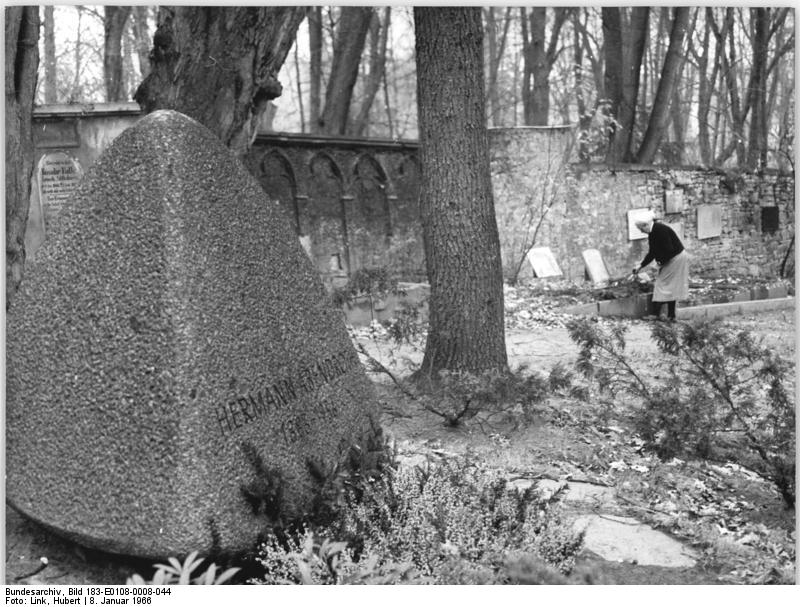
Lápida del director de orquesta Hermann Abendroth

### Tumbas de honor de la ciudad de Weimar
| Nombre               | Vida      | Ocupación |
| -------------------- | --------- | --- |
| Werner Deetjen       | 1877-1939 | Germanista y bibliotecario |
| Peter Raabe          | 1872-1945 | Director de orquesta, musicólogo y político durante el nacionalsocialismo.                                                                           |
| Eduard Scheidemantel | 1862-1945 | Presidente de la gaceta Deutscher Schillerbund, dedicada a la divulgación de los clásicos entre los jóvenes, y director de la casa museo de Schiller |
| Max Hecker           | 1870-1948 | Especialista en Goethe, editor del anuario de la Goethe-Gesellschaft (organización científica y literaria dedicada al estudio del trabajo de Goethe) |
| Gustav Kiepenheuer   | 1880-1949 | Librero y editor |
| Hans Wahl            | 1885-1949 | Estudioso de Goethe y director de archivo de museo                                                                                                   |
| Albert Schaefer-Ast  | 1890-1951 | Dibujante y caricaturista |
| Heinrich Lilienfein  | 1879-1952 | Escritor, secretario general de la fundación alemana de ayuda a escritores Deutsche Schiller-Stiftung                                                |
| Hermann Abendroth    | 1883-1956 | Director de orquesta, destaca su dirección de la Gewandhaus de Leipzig                                                                               |
| Louis Fürnberg       | 1909-1957 | Escritor, poeta y compositor |
| Walther Victor       | 1895-1971 | Germanista, periodista, escritor y editor |

## Otros emplazamientos funerarios históricos en Weimar
El «cementerio histórico» no es el único camposanto con tumbas de interés en Weimar. Otro cementerio importante pero más pequeño es el de Jacobsfriedhof (también conocido como Jakobskirchhof), situado en la parte norte del anillo que conforma el centro de la ciudad. Allí se encuentran el mausoleo Kassengewölbe (primera tumba de Friedrich Schiller) así como tumbas de otros personajes famosos como Lucas Cranach el Viejo. Existe desde el siglo XII y es, por tanto, el cementerio más antiguo de Weimar. Hay otros cementerios históricos, en los que ya no se realizan sepulturas, como son el cementerio judío (Jüdischer Friedhof), un pequeño camposanto en la esquina de Leibnizallee con Musäusstraße que solo se utilizó desde 1775 hasta 1892 y que actualmente está declarado como monumento cultural; y el cementerio soviético (Sowjetischer Friedhof) en el parque Park an der Ilm, que en junio de 1945, se estableció como «cementerio honorífico del ejército rojo» y alberga alrededor de 640 militares fallecidos en la Segunda Guerra Mundial. Más tarde, un segundo cementerio soviético se erigió en los jardines del castillo de Belvedere que, desde entonces y hasta la retirada de la tropas rusas en 1994, estuvo bajo gestión rusa hasta 1994.